# Coupe de l'IHF masculine 1981-1982
Navigation
Coupe de l'IHF 1982-1983
La Coupe de l'IHF 1981-1982 est la 1re édition de la Coupe de l'IHF, aujourd'hui appelée coupe de l'EHF masculine.
Organisée par la Fédération internationale de handball (IHF), la compétition est ouverte à 18 clubs de handball en fonction de leurs résultats dans leur pays d'origine lors de la saison 1980-1981. À noter l'absence des clubs soviétiques, polonais et roumains en raison de la préparation du championnat du monde 1982.
Elle est remportée par le club ouest-allemand du VfL Gummersbach, vainqueur en finale du club yougoslave du RK Željezničar Sarajevo.

## Résultats

### Premier tour
| Équipe 1        | Score   | Équipe 2   | Aller | Retour |
| --------------- | ------- | ---------- | ----- | ------ |
| HB Mechelen     | 40 – 36 | HC Berchem | 21-14 | 19-22  |
| Teknik Istanbul | 27 – 39 | SSV Brixen | 16-16 | 11-23  |

### Huitièmes de finale
| Équipe 1                | Score   | Équipe 2          | Aller | Retour |
| ----------------------- | ------- | ----------------- | ----- | ------ |
| IFK Karlskrona          | 45 – 54 | VfL Gummersbach   | 26-27 | 19-27  |
| SC Leipzig              | 50 – 50 | Banyasz Tatabánya | 27-20 | 23-30  |
| SMUC Marseille          | 34 – 35 | Pfadi Winterthur  | 15-19 | 19-16  |
| Kronohagens Helsinki    | 52 – 47 | HB Mechelen       | 26-26 | 26-21  |
| SSV Brixen              | 37 – 36 | FH Hafnarfjörður  | 25-25 | 12-11  |
| Slavia Prague           | 58 – 38 | UHK Krems         | 28-12 | 30-26  |
| Fredensborg/Ski IL      | 56 – 49 | Holte IF          | 31-27 | 25-22  |
| RK Željezničar Sarajevo | 46 – 36 | Hermes La Haye    | 22-19 | 24-17  |

### Quarts de finale
| Équipe 1                | Score   | Équipe 2           | Aller | Retour |
| ----------------------- | ------- | ------------------ | ----- | ------ |
| SC Leipzig              | 30 – 31 | VfL Gummersbach    | 16-14 | 14-17  |
| Kronohagens Helsinki    | 33 – 42 | Pfadi Winterthur   | 18-22 | 15-20  |
| SSV Brixen              | 44 – 47 | Slavia Prague      | 22-25 | 22-22  |
| RK Željezničar Sarajevo | 51 – 32 | Fredensborg/Ski IL | 26-16 | 25-16  |

### Demi-finales
| Équipe 1                | Score   | Équipe 2        | Aller | Retour |
| ----------------------- | ------- | --------------- | ----- | ------ |
| Pfadi Winterthur        | 26 – 40 | VfL Gummersbach | 14-16 | 12-24  |
| RK Željezničar Sarajevo | 52 – 37 | Slavia Prague   | 28-19 | 24-18  |

### Finale
| 2 mai 1982 | VfL Gummersbach | 23 – 14 | RK Željezničar Sarajevo | Dortmund |
| 2 mai 1982 | (9 - 4)         |         |                         | Dortmund |